# 295
Період тетрархії у Римській імперії. У Китаї править династія Західна Цзінь, в Японії триває період Ямато. У Персії править династія Сассанідів.
На території лісостепової України Черняхівська культура. У Північному Причорномор'ї готи й сармати.

## Події
- Цезар Галерій вирушає в похід на придушення бунту в Єгипті.
- Перси оголошують війну Риму й вторгаються у Вірменію.

## Померли
- Святий Мокій
- Свята Сусанна Римська